# Clune Building
La Clune Building – ou Stadnik Building – est un bâtiment commercial américain à Miami Springs, dans le comté de Miami-Dade, en Floride. Construit vers 1925 dans le style Pueblo Revival, il est inscrit au Registre national des lieux historiques depuis le 1er novembre 1985.